# Chittagong Veterinary and Animal Sciences University
Chittagong Veterinary and Animal Sciences University (CVASU)(em bengali:  চট্টগ্রাম ভেটেরিনারি ও এনিম্যাল সাইন্সেস বিশ্ববিদ্যালয়é uma universidade pública em Bangladesh. Ela é a única universidade em Bangladesh especializada em medicina veterinária. Está localizada no Khulshi, Chittagong. A chanceler da universidade é o presidente Abdul Hamid.
A quinta edição da Conferência Científica da Chittagong Veterinary and Animal Sciences University foi realizada em 2007.

## História
Chittagong veterinária e Animal Sciences University(CVASU) estabeleceu-se como "Chittagong Government Veterinary College (CGVC)" no ano de 1995-96 "Chittagong Government Veterinary College (CGVC) "começou sua jornada em"Janeiro de 1996"admitindo 50 alunos na sua primeira sessão acadêmica sob a filiação de"Faculdade de Ciências"da Universidade de Chittagong." "Chittagong Government Veterinary College (CGVC)" foi atualizado para o veterinário de Chittagong e Animal Sciences University(CVASU) em 7 de agosto de 2006; sob a lei CVASU, 2006.
.

## Graus oferecidos
- Médico de Medicina Veterinária (D. V. M.): cinco anos, incluindo um estágio de um ano (de trabalho fora do campus-based learning). A D. V. M. curso é composto por 25% da produção animal, 10% cursos de ciências sociais e o restante é para as disciplinas de veterinária.
- B. Sc. Honras de Alimentos Ciência E a Tecnologia (FCT)
- B. Sc. Palmarés na Pesca (FF)
- Mestre em Ciências (M. S.):

## Faculdades
- Faculdade de Medicina Veterinária
- Faculdade de Ciência de Alimentos & Tecnologia
- Faculdade de Pesca

## Departamentos

### Faculdade de Medicina Veterinária
- Departamento de Anatomia & Histologia
- Departamento de zootecnia E Nutrição
- Departamento de Economia Agrícola e Ciências Sociais
- Departamento de Laticínios & Ciência Avícola
- Departamento de Genética E Reprodução Animal
- Departamento de Medicina E Cirurgia
- Departamento de Microbiologia E Saúde Pública Veterinária
- Departamento de Patologia E Parasitologia
- Departamento de Fisiologia, Bioquímica E Farmacologia

### Faculdade de Ciência de Alimentos & Tecnologia
- Departamento de Química Aplicada E Tecnologia Química
- Departamento de Física E Matemática Ciências
- Departamento de Aplicada ciência dos Alimentos e Nutrição
- Departamento de Processamento de Alimentos e engenharia

### Faculdade de Pesca
- Departamento de Aquicultura
- Departamento de Pescas de Gestão de Recursos
- Departamento de Pesca E Pós-Colheita, Tecnologia
- Departamento de Marinha Bio-Recursos de Ciência
- Departamento de pesca E Biologia de Biotecnologia

## Especialidade
O programa de estudo de graduação, com um estágio de um ano obrigatório em posicionamentos diferentes, que foi inaugurado por esta universidade, é um grande avanço na política de educação veterinária em Bangladesh. Desde que seus alunos de estabelecimento são regularmente fazendo seu estágio de um mês na faculdade de veterinária Madras sob TANUVAS, recentemente, a universidade começou a enviar seus alunos para fazer estágio na Tufts University, EUA. A Universidade é pensada para ser uma das universidades mais crescentes no país particularmente para seus esforços de investigação científica. Um número significativo de alunos estudam em resultados de pesquisas no exterior e publicados em diferentes revistas de prestígio.

## Pesquisa, Extensão e Treinamento (R&D)
Como parte de seu objetivo de construí-lo como um centro de excelência em ensino e pesquisa, CVASU vem trabalhando  ansioso para desenvolver e focagem atividades de pesquisa e recursos para apoio e manter seus membros do corpo docente na vanguarda das novas tecnologias e desenvolvimento no domínio da melhoria da qualidade de ensino de veterinária, suportam a desenvolvimento pecuário e diretiva aplicada , alimentar e alimentar a inovação tecnológica, a aplicação de técnicas moleculares avançadas no diagnóstico da doença, parceria indústria-Instituto e pesquisa multidisciplinar. 
Principalmente CVASU visa projetar suas atividades de pesquisa sobre as áreas multidisciplinares da Saúde Animal, serviços de extensão de produção e veterinária. Membros do corpo docente são, portanto, agrupados em grupo 3 pesquisa básica, incluindo a saúde de pequenos animais e aves de capoeira e produção, produção e Saúde Animal grande e um grupo sócio - econômico para ajudar os outros dois grupos em execução, analisando e extensão de seus resultados de pesquisa. No entanto, nesta fase do desenvolvimento completaram um número de projeto de pesquisa financiado nacionais e internacionais, financiado pelo Link de ensino superior (DFID), Reino Unido, British Council, PLDP, BARC e vários projetos de pesquisa estão em curso financiados pelo ensino superior qualidade realce do projeto (HEQEP) por UGC, BARC, RFLDC pela DANIDA, BAS-USDA, FAO. 

## Aves de capoeira Centro de Formação e Investigação (PRTC)
A pesquisa de aves de capoeira e centro de treinamento (PRTC) foi estabelecido em 11 de março de 2008 com o apoio financeiro de suporte de programa de setor agrícola (ASPS) II da Danida no campus Chittagong veterinary e Animal Sciences University (CVASU), dentro do quadro jurídico da Universidade 2006 Act (ato 30 de 2006). PRTC é uma instituição autônoma, em conformidade com a disposição da Universidade ato 16 de julho de 2006

## A Vida No Campus
Os estudantes de todas as partes do Bangladesh estuda no CVASU. O campus tem pousadas separadas para homens e mulheres. O campus oferece instalações de recreação coberta e ao ar livre, incluindo um campo de esportes. 